# 東京建築高等職業訓練校
東京建築高等職業訓練校（とうきょうけんちくこうとうしょくぎょうくんれんこう）は、東京都にある認定職業訓練による職業能力開発校。NPO東京建設技術センターが運営する。

## 沿革
- 1958年 東京建築技能者養成所として設立。
- 1969年に現名称に変更。

## 所在地
- 東京都渋谷区神南1-3-10

## 訓練
- 普通課程建築施工系木造建築科
- 短期課程